# Combloux

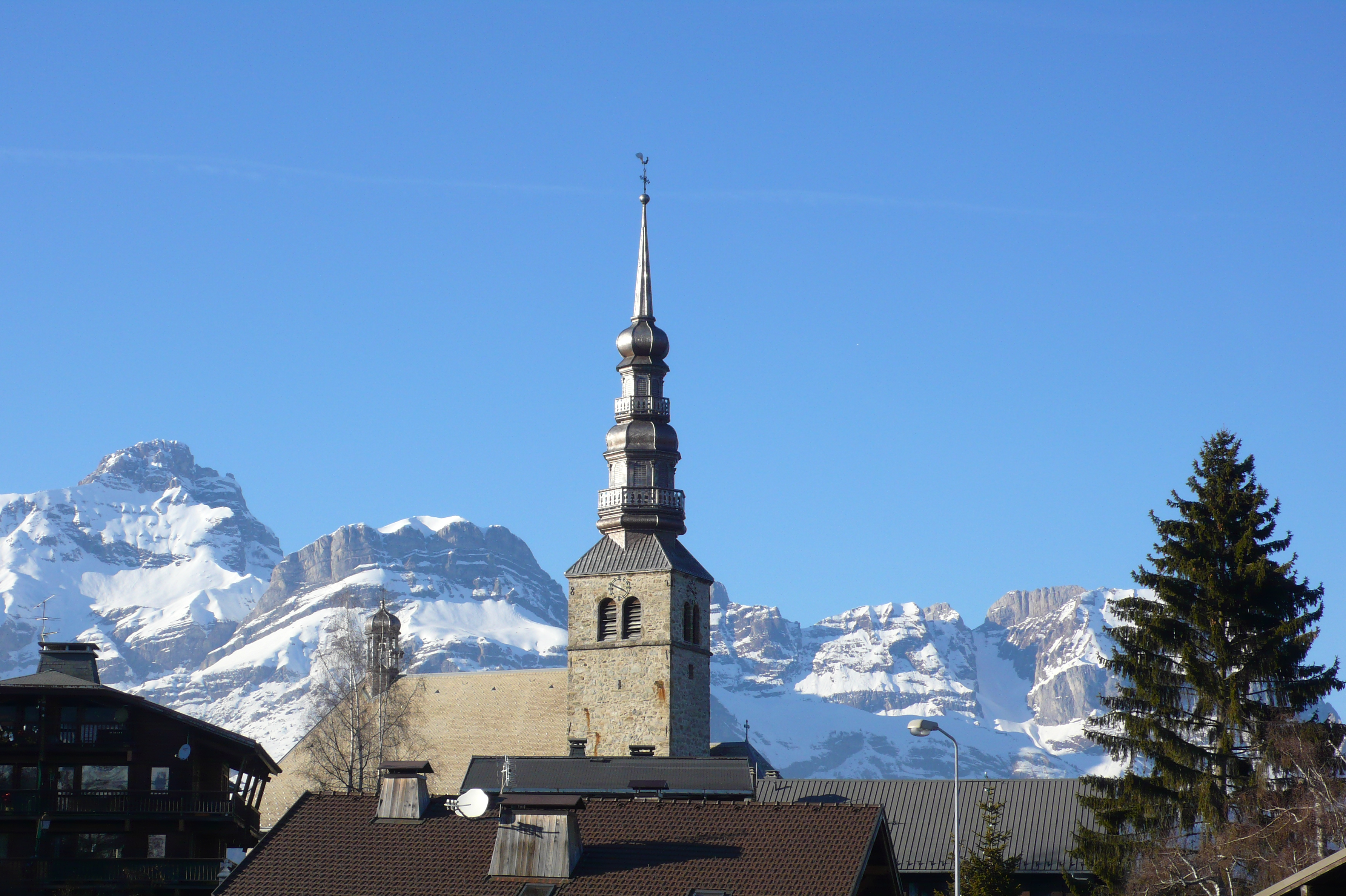
Kościół św. Mikołaja z Miry (2008)

Combloux – miejscowość i gmina we Francji, w regionie Owernia-Rodan-Alpy, w departamencie Górna Sabaudia.
Według danych na rok 1990 gminę zamieszkiwało 1716 osób, a gęstość zaludnienia wynosiła 99 osób/km² (wśród 2880 gmin regionu Rodan-Alpy Combloux plasuje się na 502. miejscu pod względem liczby ludności, natomiast pod względem powierzchni na miejscu 632.).